# Бигмен
Бигме́н (англ. big man, big-man — большой человек) — термин, используемый в этнографической литературе для обозначения мужчин, пользующихся большим авторитетом и влиянием в своих общинах. Бигмены влиятельны главным образом благодаря своим личным способностям.
Институт бигменов изучен преимущественно в Меланезии и Юго-Восточной Азии. Исследования, проведённые в Меланезии, в особенности среди папуасов центрального плоскогорья Новой Гвинеи, позволяют отнести возникновение бигменов к стадии позднепервобытной общины.
Переход от раннего первобытного общества к позднему был связан с появлением избыточного продукта и системы его перераспределения. Такая система в этнографической литературе получила наименование престижной экономики, так как перераспределение происходило в форме даров. Дарения происходили во время особых торжеств, на которые одна община приглашала членов других.
Чем больше человек дарил, тем выше был его статус как в своей общине, так и за её пределами. Люди, стремившиеся ко все большему и большему престижу, начали создавать системы отношений, в которых они дарили не только созданное ими самими, но и полученное от других людей. Такие системы могли охватывать всех членов позднепервобытной общины, а люди, стоявшие в центре таких систем, становились единоличными лидерами общины.
Чтобы добиться авторитета в общине, бигмены должны были обладать выдающимися личными качествами — физическим здоровьем и силой, умом, способностью убеждать и организовывать других, хорошим знанием мифологии и магических приемов. Благодаря своим успехам в ведении хозяйства они становились богаче других.
При этом бигмены всячески стремились увеличить своё богатство и укрепить влияние, конкурируя друг с другом. Они расширяли своё хозяйство, привлекая дополнительную рабочую силу посредством полигинических браков. Холостяки, которые в результате строгого разделения труда между полами не имели возможности применять женские виды труда, были вынуждены работать в хозяйстве бигменов. Кроме того, бигмены связывали молодых людей и их семьи обязательствами, внося за них брачный выкуп. Они брали на себя роль посредников во время военных столкновений и в сложных конфликтных ситуациях. Каждый бигмен стремился к тому, чтобы, как это говорили папуасы мбовамб с центрального плоскогорья Новой Гвинеи, «его имя звучало на все стороны света».
Статус бигменов не наследовался, хотя, например, у тех же мбовамб три четверти сыновей «более крупных» и половина сыновей «более мелких» бигменов, также становились бигменами. Однако для этого сыновья должны были обладать необходимыми способностями и приложить немалые усилия.